# ديفيد سالا
ديفيد سالا هو لاعب كرة قدم روماني، ولد في 24 أغسطس 2004 في براشوف في رومانيا.

## وصلات خارجية
- ديفيد سالا على موقع قاعدة بيانات كرة القدم.إي يو (الإنجليزية)
- ديفيد سالا على موقع Soccerway.com (الإنجليزية)